# Artemisia adamsii
Artemisia adamsii là một loài thực vật có hoa trong họ Cúc. Loài này được  Wilibald Swibert Joseph Gottlieb von Besser mô tả khoa học đầu tiên năm 1834.

## Tên gọi
Tên gọi thông thường trong tiếng Trung là 东北丝裂蒿 (đông bắc ti liệt hao), nghĩa đen là ngải tơ rách đông bắc.

## Mô tả
Cây thân thảo sống lâu năm hoặc cây bụi nhỏ, cao 15-40 cm, phân nhánh ở đỉnh, có lông tơ hình mạng nhện hoặc trước có lông tơ sau nhẵn nhụi. Các lá ở phần thân dưới không cuống ít hay nhiều; phiến lá 2 hoặc 3 thùy xẻ lông chim tới gân giữa. Các lá ở phần thân giữa: phiến lá hình trứng, 1,5-2,5(-3) × 1,5-2,5(-3) cm, 1 hoặc 2 thùy xẻ lông chim tới gân giữa; các phần 3 hoặc 4 cặp; các thùy hình chỉ, 2-3 × 0,5-1 mm, đỉnh nhọn; các lá bắc tựa như lá với thùy xẻ chân vịt gần tới cuống. Cụm hoa kép là chùy hoa hẹp. Tổng bao gần hình cầu, đường kính 2-3 mm. Chiếc hoa cái ở phần mép 9-12. Chiếc hoa đĩa ở tâm 35-45, lưỡng tính. Quả bế hình elipxoit-hình trứng. Ra hoa và tạo quả tháng 7-10.

## Phân bố
Loài này là bản địa khu vực từ miền nam Siberia Nga (Buryatia, Chita) tới miền đông Mông Cổ và đông bắc Trung Quốc (tây Hắc Long Giang, đông Nội Mông). Môi trường sống là các thảo nguyên muối, bãi cỏ, bờ sông, sườn đồi; ở các cao độ thấp.